# Gary Caldwell
Gary Caldwell (* 12. April 1982 in Stirling) ist ein ehemaliger schottischer Fußballspieler und aktueller -trainer. Er wurde meistens als Innenverteidiger, aufgrund seiner Vielseitigkeit aber auch als Rechtsverteidiger, defensiver Mittelfeldspieler und Manndecker eingesetzt.

## Vereine
Caldwell begann seine Karriere beim Celtic Boys Club, der Jugendabteilung von Celtic Glasgow. Mit 16 wechselte er mit seinem älteren Bruder Steven zu Newcastle United. Nachdem er sich bei der Reservemannschaft nicht für höhere Aufgaben empfehlen konnte, wurde er mehrfach an andere Vereine ausgeliehen (in der Saison 2001/02 an den FC Darlington und Hibernian Edinburgh, sowie in der folgenden Saison an Coventry City und Derby County). Im Sommer 2004 verließ er Newcastle ablösefrei und unterschrieb, obwohl er bei seinem Lieblingsverein Celtic im Gespräch war, bei den Hibs aus Edinburgh.
2006 wechselte er schließlich wieder ins Glasgower East End zu Celtic. Dort spielte er bis Januar 2010. Am 13. Januar 2010 gab der Verein den Wechsel von Caldwell zum englischen Erstligisten Wigan Athletic bekannt. Dort unterzeichnete er einen Vertrag bis zum Ende der Saison 2013/14; über die Höhe der Ablösesumme wurde Stillschweigen vereinbart.

## Nationalmannschaft
Gary Caldwell debütierte 2002 gegen Frankreich im Stade de France unter Berti Vogts für Schottland. Er hatte sich seitdem im Kader etabliert, wenn auch nicht als Stammspieler. Bis 2013 absolvierte er 55 Länderspiele absolviert, in denen ihm zwei Treffer gelangen. Gegen Frankreich konnte er auch einen der größten Momente seiner Karriere feiern, als er am 7. Oktober 2006 in der Qualifikation für die EM 2008 den Siegtreffer zum 1:0 im Hampden Park zu Glasgow gegen den Vizeweltmeister erzielen konnte.

## Erfolge
- Schottischer Meister: 2007, 2008
- Schottischer Pokalsieger: 2007
- Schottischer Ligapokalsieger: 2009
- Schottlands Fußballer des Jahres: 2009
- Spieler der Saison in der Scottish Premier League 2008/09